# Зорак
Зорак (арм. Զորակ) — село в Араратской области Армении. Основано в 1712 году.

## География
Село расположено в северо-западной части марза, на левом берегу реки Раздан, при автодороге , на расстоянии 21 километра к северо-западу от города Арташат, административного центра области. Абсолютная высота — 830 метров над уровнем моря.
Климат
Климат характеризуется как семиаридный (BSk в классификации климатов Кёппена). Среднегодовая температура воздуха составляет 12,6 °C. Средняя температура самого холодного месяца (января) составляет −2,6 °С, самого жаркого месяца (июля) — 26,2 °С. Расчётная многолетняя норма атмосферных осадков — 289 мм. Наибольшее количество осадков выпадает в мае (48 мм).

## Население
По данным «Сборника сведений о Кавказе» за 1880 год в селе Донгузьян Эриванского уезда по сведениям 1873 года было 110 дворов и проживало 905 азербайджанцев (указаны как «татары»), которые были шиитами. Также в селе была расположена мечеть.
По данным Кавказского календаря на 1912 год, в селе Донгузьян Эриванского уезда проживало 1148 человек, в основном азербайджанцев, указанных как «татары».
| Год переписи | Население          | Население          | Население          | Население            | Население            | Население            |
| Год переписи | Наличное население | Наличное население | Наличное население | Постоянное население | Постоянное население | Постоянное население |
| Год переписи | Всего              | Мужчины            | Женщины            | Всего                | Мужчины              | Женщины              |
| ------------ | ------------------ | ------------------ | ------------------ | -------------------- | -------------------- | -------------------- |
| 2001         | 1400               | 654                | 746                | 1631                 | 784                  | 847                  |
| 2011         | 1759               | 830                | 929                | 1783                 | 851                  | 932                  |